# Peter Raffalt
Peter Raffalt est un acteur allemand né en 1957.

## Filmographie
- 2001 : Citizen Subway
- 2001 : Les Enquêtes du professeur Capellari (série télévisée)
- 2001 : Die Erpressung - Ein teuflischer Pakt (TV)
- 2002 : Der Narr und seine Frau heute Abend in Pancomedia (TV)
- 2003 : Um Himmels Willen (série télévisée) : Dr Hans-Dieter Dörfler
- 2003 : Wir können alles. Außer Hollywood: Independent Days Vol. 01 (vidéo)
- 2004 : Zwischen Tag und Nacht : 'Arzt
- 2004 : Verschollen (série TV)
- 2004-2011 : Tatort (série TV) : Mario Pongartz
- 2005 : Speer und Er (en) (série TV)
- 2005 : Dem Himmel sei Dank (TV) : Wirt
- 2006 : Der Mann im Strom (TV) : Bergungsdirektor bei 'van der Hilst
- 2007 : Pfarrer Braun (série TV) : Richter Trimmberg
- 2007 : Le Destin de Bruno (série TV) : Martin König
- 2007 : Aux couleurs de l'arc-en-ciel (Der Zauber des Regenbogens) (TV) : Dr Callaghan
- 2008 : R.I.S. - Die Sprache der Toten (série TV) : Norbert Schelling